# Deborah Hay
Pour les articles homonymes, voir Hay.
Deborah Hay, née en 1941 à Brooklyn (New York), est une chorégraphe expérimentale américaine travaillant dans le domaine de la danse  postmoderne.
Elle est l'un des membres fondateurs du Judson Dance Theater.